# Antico cimitero degli inglesi
L'antico cimitero degli inglesi si trova a Livorno, in un piccolo lotto posto nei pressi della via Verdi, a poca distanza dalla tempio valdese e dalla chiesa di San Giorgio, già anglicana.
Si tratta del più antico cimitero inglese-protestante d'Italia e probabilmente il più antico ancora esistente nel bacino del Mediterraneo.

## Storia

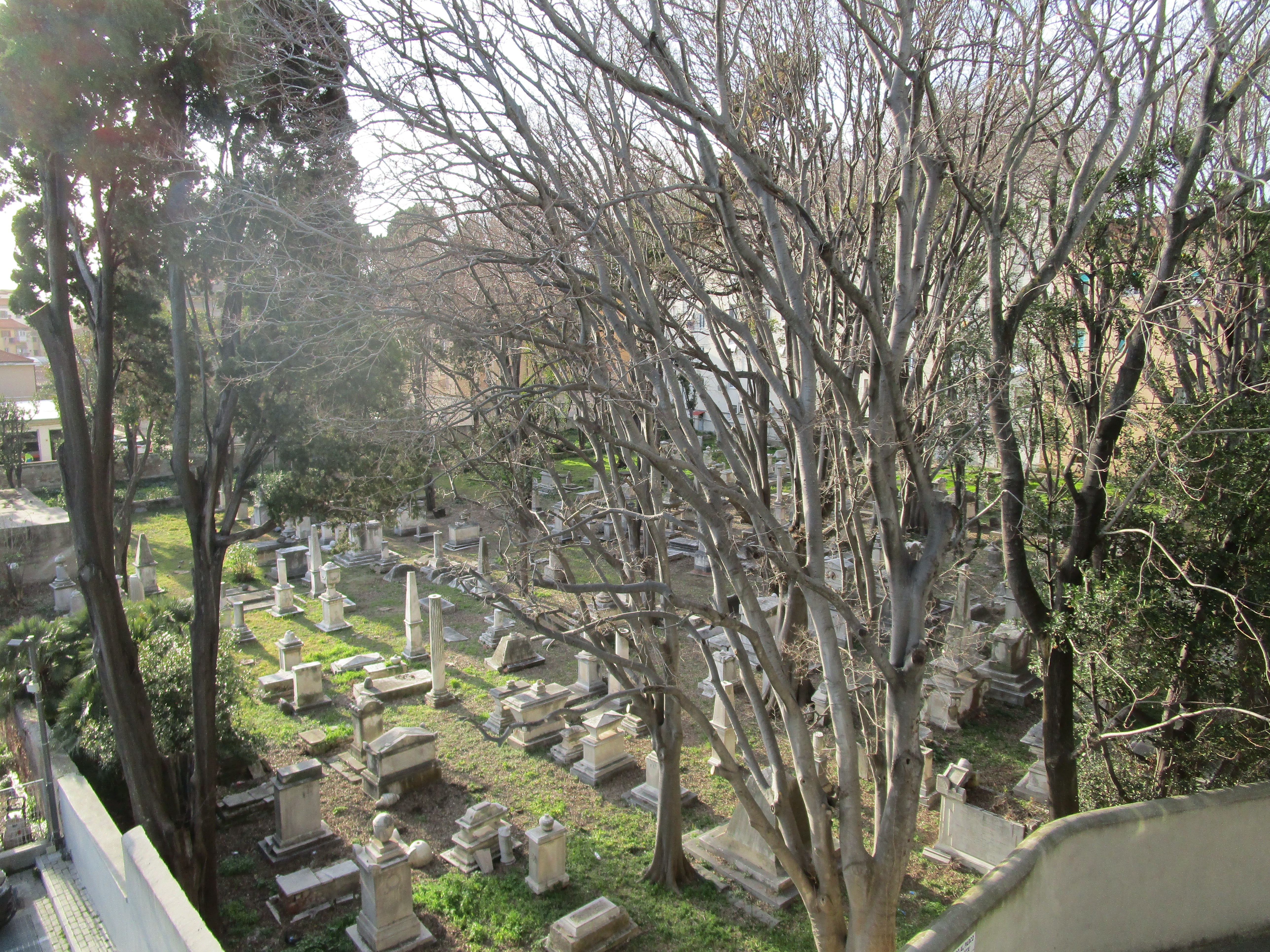
Veduta

Nel tardo XVI secolo Livorno divenne una base della marina inglese per il pattugliamento delle rotte del Mediterraneo, richiamando così in città una numerosa comunità anglosassone.
Ben presto gli appartenenti a questa comunità, formata essenzialmente da anglicani (e da acattolici in generale), necessitarono di uno spazio per il seppellimento dei propri defunti: alcuni storici ritengono la fondazione del cimitero anteriore al 1609, mentre secondo Piombanti vi sarebbero state sepolture datate 1594, sebbene le tombe più antiche giunte sino ai giorni nostri si attestino intorno agli anni quaranta del medesimo secolo. Recenti ricerche indicano però che non esisteva un cimitero prima del 1643 anche se si effettuavano regolarmente sepolture di stranieri fuori dalla città.
Il cimitero fu eretto fuori le mura cittadine, in località detta "Fondo Magno".
In ogni caso è stato, per lungo tempo, l'unico cimitero inglese e protestante d'Italia e, allo stato attuale delle ricerche, sembra essere il più antico cimitero di questo genere ancora esistente nell'intera area mediterranea.
Inizialmente il cimitero era sprovvisto di recinzione, che invece fu aggiunta solo negli anni quaranta del Settecento anni grazie al cospicuo contributo, lasciato in forma di legato, del ricco mercante Robert Bateman per l'erezione di una ricca cancellata, poi smantellata nel corso del Novecento.
Alla fine del 1839 fu interdetto alle sepolture in quanto ormai inglobato all'interno della città chiusa dalle Mura Leopoldine; nel medesimo periodo, di fronte all'ingresso del cimitero fu innalzato il tempio anglicano di San Giorgio, mentre all'esterno delle mura, presso la porta San Marco, fu aperto un nuovo spazio cimiteriale.
Durante la seconda guerra mondiale il sito fu bombardato e diverse tombe riportarono danni ingenti; numerose furono le perdite causate anche da furti e atti vandalici. Nel dopoguerra il cimitero fu oggetto di un sommario restauro, mentre una porzione dell'area orientale fu ceduta e smantellata per permettere la costruzione della strada attigua al cinema Odeon.
Malgrado il suo alto valore storico, nel 2007 sono cominciati i lavori per la costruzione, a pochi metri dal muro di cinta del medesimo cimitero, di uno sproporzionato parcheggio multipiano nell'area del demolito Cinema Odeon; tale parcheggio è stato aperto durante l'estate 2011. Nel 2009 un piccolo gruppo di volontari, facenti parte dell'associazione culturale "Livorno delle Nazioni", ha iniziato un progetto di pulizia, ricerca e restauro, anche in collaborazione con l'Università di Pisa, che è ancora in atto.

## Descrizione
(Antoine-Claude Pasquin (Valery), Voyages en Italie, tome II, Paris 1838, p. 377. Il testo, tradotto, è riportato in E. Breton, Monumenti più ragguardevoli di tutti i popoli, tradotti e corredati di annotazioni e aggiunte da Pietro Giuria, volume II, Torino 1846, pp. 350.)

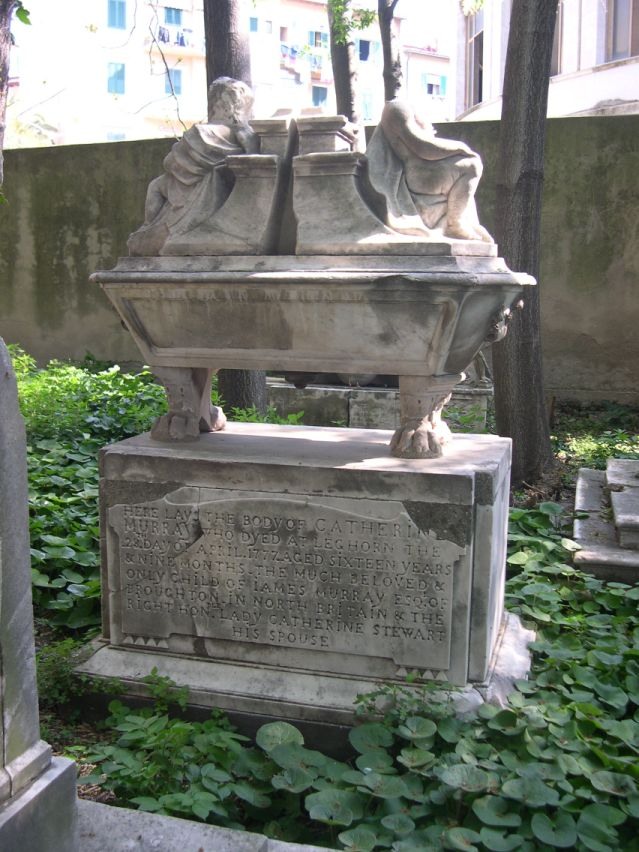
La tomba di Catherine Murray

Il cimitero di via Verdi è giunto sino ai giorni nostri pur subendo gravi mutilazioni durante i bombardamenti della seconda guerra mondiale, che hanno causato inoltre danni ingenti alla vicina chiesa dei valdesi e alla stessa chiesa di San Giorgio. In ogni caso resta ancora uno dei luoghi più suggestivi della città.
Il cimitero, originariamente situato all'esterno della città, si trova nel cuore del quartiere ottocentesco costruito all'esterno del Fosso Reale; risulta tuttavia celato dietro ad un grande condominio sorto nel dopoguerra con poca sensibilità per l'importanza del luogo storico.
Appena varcato il cancello, accedendo dalla proprietà dell'Arciconfraternita della Misericordia, si presenta come un vasto quadrilatero, caratterizzato da una fitta vegetazione arborea, costituita da cipressi centenari e varie essenze mediterranee, oltre ad alcuni esemplari dell'infestante Ailanthus altissima. Da segnalare la presenza di quelli che la tradizione asserisce essere secolari olmi della Virginia, che si dice piantati da marinai americani in visita alle sepolture di propri cari; in realtà trattasi di esemplari di bagolaro impiantati comunque in un'epoca successiva ai cipressi.
Tra i più antichi sepolcri, costruiti secondo il modello delle coeve tombe ebraiche e arricchiti con ornamenti della tradizione anglosassone, si ricorda quello del nipote di Thomas Digges, Leonardo Digges (1646), caratterizzato da alcuni bassorilievi e che costituisce il modello per numerosi altri monumenti presenti nell'area cimiteriale.
Notevoli anche i grandi sepolcri barocchi realizzati nel Settecento, come quello a Robert Bateman, dove si privilegiano le forme complesse concave e convesse.
Nell'ultimo periodo del XVIII secolo e nei monumenti funebri ottocenteschi si impongono invece forme neoclassiche, spesso citazioni di opere del celebre Bertel Thorvaldsen, che peraltro soggiornò spesso a Livorno.
Nel cimitero, nel luogo segnato da una raffinata stele (danneggiata durante la seconda guerra mondiale), si trova la tomba del letterato Tobias Smollett, che morì a Livorno nel 1771. Anche il cappellano della British Factory Thomas Hall venne seppellito qui nel 1824.

## Gestione

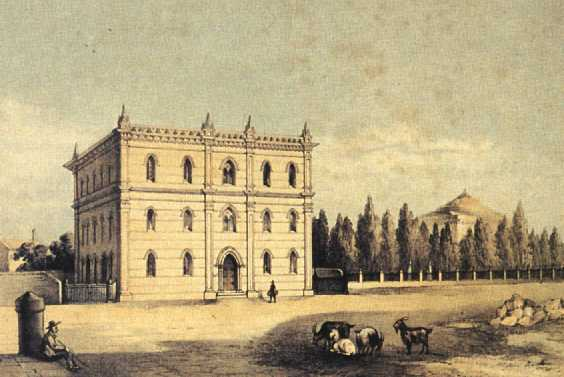
La chiesa presbiteriana, il cimitero e la chiesa di San Giorgio in una stampa ottocentesca

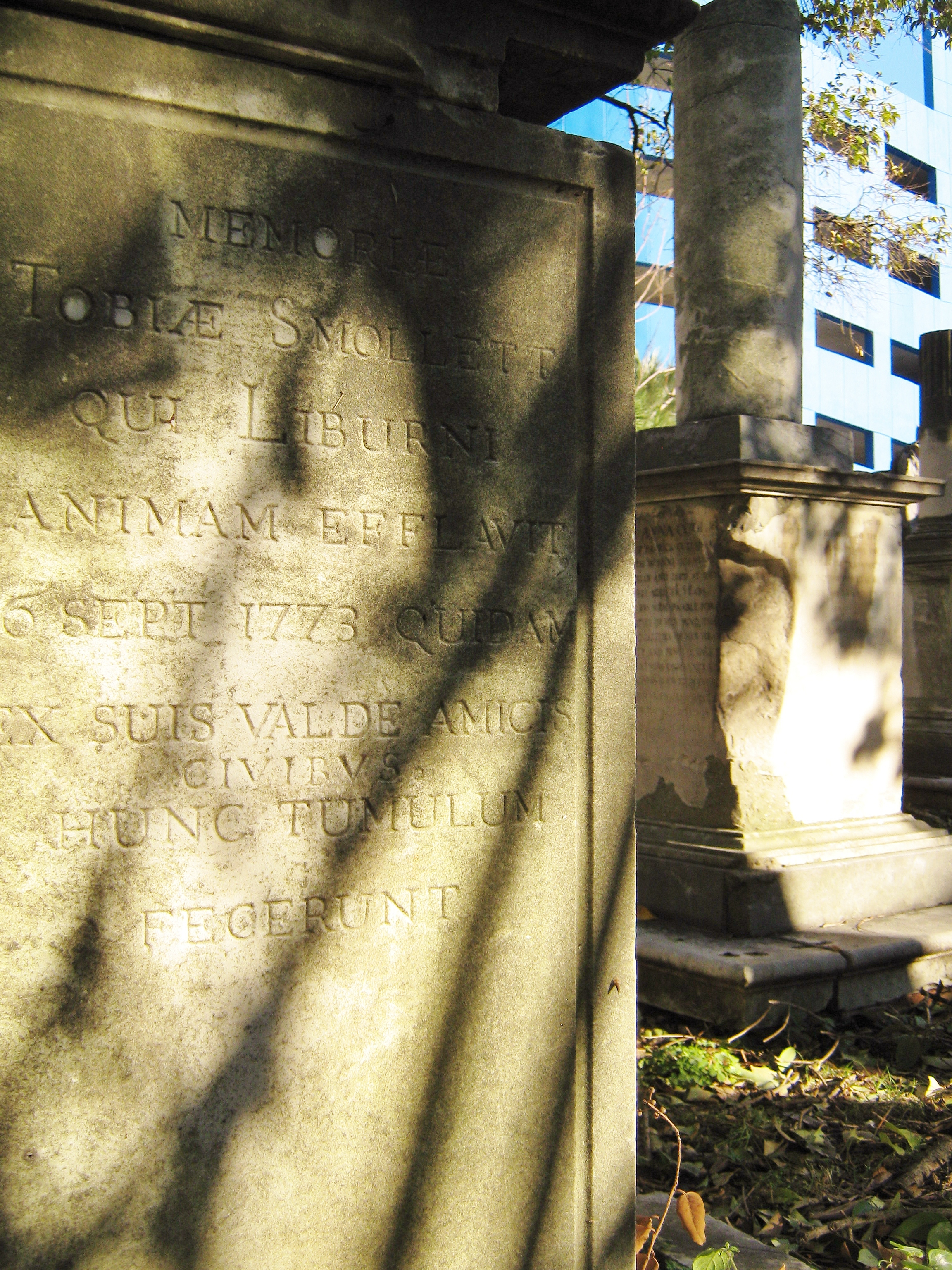
Tomba di Tobias Smollett; sullo sfondo il parcheggio ex cinema Odeon

Il cimitero degli inglesi è di proprietà e pertinenza delle autorità inglesi, rappresentate, fino al 2011, dal Consolato Britannico di Firenze (chiuso proprio nel 2011) e successivamente da quello di Milano. La manutenzione, dal 1949 affidata alla Venerabile Arciconfraternita della Misericordia di Livorno, è oggi competenza delle autorità britanniche.

## Sepolture illustri
- Tobias Smollett (1721 – 1771), scrittore e storico scozzese. La sua tomba a obelisco è storicamente fra le più visitate del cimitero
- William Magee Seton (1768 - 1803), ricco mercante di New York. Marito di Santa Elisabetta Seton. Morì a Pisa dopo la quarantena nel lazzaretto di Livorno. Originariamente sepolto in questo cimitero, i presunti resti di William furono trasferiti nel giardino della chiesa cattolica Santa Elisabetta Seton, in piazza Lavagna, nel 2006. Questo trasferimento ha danneggiato gravemente la lastra marmorea originale (già compromessa a seguito dei bombardamenti) e distrutto alcune sepolture confinanti. Da notare il fatto che il Seton morì da protestante ed è adesso sepolto da cattolico. Nel cimitero risulta sepolta anche una nipote di santa Seton[9]
- Thomas Hall (1750 – 1824), pastore protestante americano, fu cappellano della British Factory di Livorno[10]
- Francis Horner (1778 – 1817), membro del parlamento britannico, amico di Ugo Foscolo, morì a Pisa. La sua tomba era ornata con un medaglione scolpito da Francis Legatt Chantrey tra il 1818 e il 1820; il medaglione, ritenuto per molto tempo disperso, è stato rinvenuto all'interno del cimitero dall'associazione culturale Livorno delle Nazioni e quindi, d'intesa con le autorità, trasportato al Museo civico Giovanni Fattori[11]
- Robert Bateman (c. 1678 - 1743), ricco mercante inglese la cui donazione permise la protezione del cimitero con un muretto e un'inferriata
- Mary Lane née Marcha (1733 - 1790); si dice che l'epitaffio sulla sua tomba abbia ispirato il poeta Henry Wadsworth Longfellow, quando visitò il cimitero nel 1828, per la scrittura del poema Suspiria
- William Robert Broughton (1762 – 1821), capitano della Marina Reale Inglese, esploratore
- Richard Starke (c. 1720 - 1794), padre della scrittrice e diarista Mariana Starke, fu impiegato dalla Compagnia Inglese delle Indie Orientali e divenne governatore di Madras
- John Pollexfen Bastard (1756 – 1816), politico conservatore britannico, colonnello. Fu sepolto inizialmente a Livorno e poi traslato in Inghilterra. Il suo monumento, quasi illeggibile, è stato recentemente ritrovato da alcuni ricercatori[12]
- William Henry Lambton (1764 - 1797), massone, parlamentare britannico, fu padre del primo conte di Durham John George Lambton, noto come Radical Jack
- Louisa Pitt (c. 1755 - 1791), fu amante di William Thomas Beckford, l'autore del romanzo gotico Vathek
- Margaret King (1773 - 1835), scrittrice, viaggiatrice, e consigliere medico. Fu l'allieva favorita di Mary Wollstonecraft e successivamente, in Italia, offrì aiuto materno alla figlia della Wollstonecraft, Mary Shelley (autrice del celeberrimo Frankenstein) e ai suoi compagni di viaggio: il marito Percy Bysshe Shelley e la sorellastra Claire Clairmont
- Il padre di Giovan Pietro Vieusseux, Pierre (1746 - 1833), è sepolto qui insieme ad altri parenti
- Hedvig Eleonora von Fersen (1753 - 1792), dama d'onore della Regina di Svezia, contessa di Klinckowström, sorella di Hans Axel von Fersen, presunto amante di Maria Antonietta regina di Francia, e figlia di Axel von Fersen il Vecchio e Hedvig Catharina De la Gardie. Non lontano è sepolto anche il genero Otto Reinhold Möllersverd (1763 - 1802)
- Pietro Senn (1767 - 1838), imprenditore francese di origine svizzera, fondatore e presidente della Camera di Commercio di Livorno, ebbe un ruolo determinante nella costruzione della Ferrovia Leopolda. Era cognato di Giovan Pietro Vieusseux e zio acquisito di Agostino Kotzian
- Nel cimitero sono anche sepolti i genitori (Gedeon Francois Simonde ed Henriette Girod) e la sorella (Sara Forti) dell'economista e storico Jean Charles Léonard Simonde de Sismondi
- John Wood († 1653), comandante della nave mercantile Peregrine, nello squadrone di Henry Appleton, nella battaglia di Livorno, durante la quale perse la vita. È l'unica sepoltura rimasta a Livorno relativa a questa importante battaglia navale